# Іркутський державний технічний університет
Ірку́тський держа́вний техні́чний університе́т (до 1993 — Іркутський політехнічний інститут) засновано в 1930 році як Сибірський гірничий інститут.
У складі інституту — понад 20 факультетів, у тому числі геологорозвідувальний і гірничий.
На гірничому факультеті підготовка кадрів ведеться за спеціальностями:
- маркшейдерська справа,
- технологія і комплексна механізація підземної розробки корисних копалин,
- технологія і комплексна механізація розробки розсипних родовищ,
- гірничі машини і комплекси,
- електрифікація і автоматизація гірничих робіт.

На геологорозвідувальному факультеті:
- геологічна зйомка, пошуки і розвідка родовищ корисних копалин;
- геофізичні методи пошуків і розвідки родовищ корисних копалин;
- гідрогеологія, інженерна геологія, технологія і техніка розвідки родовищ корисних копалин.

Підготовка кадрів зі збагачення корисних копалин здійснюється на металургійному факультеті.